# 堡石图站
堡石图站是位于吉林省双辽市堡石图村的一个铁路车站，邮政编码136403。车站建于1972年，有平齐铁路经过该站，现仅办理货运，不办理客运业务，车站及其上下行区间均未电气化。车站距离四平站139公里，隶属哈尔滨铁路局，是四等站。